# Pöstlingberg
Pöstlingberg är en kulle i Österrike.   Den ligger i staden Linz i förbundslandet Oberösterreich, i den nordöstra delen av landet, 160 km väster om huvudstaden Wien. Toppen på Pöstlingberg är 534 meter över havet, eller 54 meter över den omgivande terrängen. Bredden vid basen är 0,66 km.
Terrängen runt Pöstlingberg är kuperad norrut, men söderut är den platt. Runt Pöstlingberg är det mycket tätbefolkat, med 1 056 invånare per kvadratkilometer.. Närmaste större samhälle är Linz, 2,9 km sydost om Pöstlingberg.
Runt Pöstlingberg är det i huvudsak tätbebyggt.